# Przyłęk (powiat zwoleński)
Przyłęk – wieś w Polsce położona w województwie mazowieckim, w powiecie zwoleńskim, w gminie Przyłęk. Ma status sołectwa.
| SIMC    | Nazwa           | Rodzaj    |
| ------- | --------------- | --------- |
| 0633248 | Górki           | część wsi |
| 1059188 | Mokre Błoto     | część wsi |
| 1059449 | Przyłęk-Kolonia | część wsi |
| 1059521 | Stara Wieś      | część wsi |
| 0633484 | Wólka Przyłęcka | część wsi |

Wieś w powiecie radomskim w województwie sandomierskim w XVI wieku była własnością kasztelana lubelskiegoAndrzeja Firleja. W latach 1975–1998 miejscowość należała administracyjnie do województwa radomskiego.
Miejscowość jest siedzibą gminy Przyłęk oraz rzymskokatolickiej parafii Matki Bożej Częstochowskiej.